# Lista de episódios de Off the Map
Off the Map é uma série de televisão americana situada numa remota aldeia da América do Sul, onde seis médicos de pesquisa, por razões que levaram cada um deles para a medicina.
A série está programada para estrear em 12 de janeiro de 2011 na ABC com uma temporada de 13 episódios.

## Temporada e DVD's
| Temporada | Temporada | Episódios | Exibição original     | Exibição original  | Lançamento do DVD |
| Temporada | Temporada | Episódios | Estreia de Temporada  | Final de Temporada | Lançamento do DVD |
| --------- | --------- | --------- | --------------------- | ------------------ | ----------------- |
|           | 1         | 13        | 12 de janeiro de 2011 | —                  | —                 |

## Episódios
| Episódio | Título                          | Direção        | Roteiro                           | Telespectadores - EUA (em milhões) | Data original         |
| --- | ------------------------------- | -------------- | --------------------------------- | ---------------------------------- | --------------------- |
| 1 | "Saved by the Great White Hope" | Daniel Minahan | Jenna Bans                        | 7.57                               | 12 de janeiro de 2011 |
| A jovem e idealista Dra. Lily Brenner e seus colegas Mina Minard e Tommy Fuller chegam a La Ciudad de las Estrellas, um cidadezinha no coração da floresta latino-americana que conta com uma clínica com poucos recursos e poucos funcionários. Todos esses jovens doutores estão fugindo de seus demônios pessoais, mas não são os únicos com bagagem emocional. Eles são apresentados ao legendário e enigmático Dr. Ben Keeton, que foi o mais jovem chefe de cirurgia da UCLA mas abandonou tudo quando encontrou a clínica. Junto com seus parceiros, o Dr. Otis Cole, o misterioso Dr. Ryan Clark e a médica local Zita Alavrez, ele vai ensinar aos recém-chegados como salvar vidas no ambiente mais desafiador que eles já viram. |                                 |                |                                   |                                    |                       |
| 2 | "Smile. Don't Kill Anyone."     | Mark Tinker    | Gretchen J. Berg e Aaron Harberts | 5.79                               | 19 de janeiro de 2011 |
| Quando uma anaconda com 6m de comprimento se enrola em um fotógrafo de animais, Zeem Lily e Ben entram em ação. Enquanto isso, Tommy aprende uma lição difícil e Mina tem problemas para se entender com seu novo colega, Ryan. |                                 |                |                                   |                                    |                       |